# Colin Campbell Cooper
Colin Campbell Cooper, Jr. (8 de marzo de 1856 - 6 de noviembre de 1937) fue un pintor impresionista estadounidense, posiblemente más reconocido por sus pinturas arquitectónicas, especialmente de rascacielos en Nueva York, Filadelfia, y Chicago. Fue también conocido por sus pinturas de lugares europeos y asiáticos, así como paisajes naturales, retratos, flores, e interiores. Además de pintor fue también profesor y escritor. Su primera esposa, Emma Lampert Cooper, fue también una pintora altamente reconocida.

## Familia y educación
Colin Campbell Cooper, Jr. nació en Filadelfia, Pensilvania el 8 de marzo de 1856 en una familia bien acomodada de raíces inglesas e irlandesas. Tuvo cuatro hermanos mayores y otros cuatro más jóvenes que él. Su madre, Emily Williams Cooper, cuyo ancestros habían emigrado a Estados Unidos desde Weymouth, Inglaterra, fue un pintora de acuarelas. Su padre, el Dr. Colin Campbell Cooper, cuyo abuelo emigró de Derry, Irlanda,  era cirujano  y abogado con bastante aprecio por las artes. Cuando niño, Colin se sintió inspirado por el arte, tras descubrirlo al asistir a la Exposición de Filadelfia de 1876. Sus padres le brindaron apoyo en sus ambiciones, animándole para convertirse en artista.
En 1879, Cooper se matriculó en la Academia de Pensilvania de las Bellas Artes de Filadelfia, estudiando arte bajo la tutela del afamado pero polémico pintor realista Thomas Eakins  durante tres años. En 1886 se embarcó en el primero de sus muchos viajes a tierras extranjeras, visitando Países Bajos, Bélgica y Bretaña armórica. Después, continuó con sus estudios de arte en la Académie Julian en París de 1886 a 1890,  con Henri Lucien Doucet, William-Adolphe Bouguereau, y Jules Joseph Lefebvre. También estudió en la Académie Delécluse y Académie Vitti. Su obra de este periodo consistió mayoritariamente en paisajes en el estilo Barbizon. Viajó extensamente durante toda su vida, haciendo bocetos y pintando escenas de Europa, Asia y los Estados Unidos en acuarelas y al óleo.

## Vida y trabajo

### Filadelfia y Nueva York

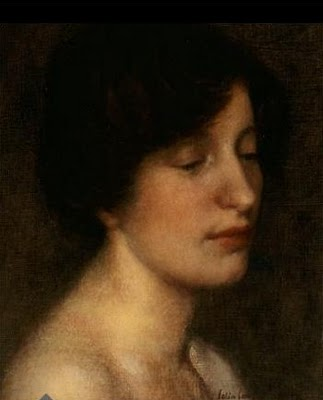
Retrato de Emma Lampert Cooper por Colin Campbell Cooper, ca. 1897

De regreso en Filadelfia, Cooper impartió clases de acuarela y dibujo arquitectónico en el Instituto de Arte, Ciencia e Industria de Drexel (hoy Universidad Drexel) de 1895 a 1898. Muchos de las pinturas de Cooper fueron destruidas durante un incendio en las Galerías Filadelfia Hazeltine en 1896; como resultado, relativamente poca de su obra más temprana ha perdurado hasta el día de hoy.
Mientras estuvo en Drexel,  pasó sus veranos en el extranjero, principalmente en la colonia de artistas holandeses de Laren en Holanda del Norte y en Dordrecht en Holanda del Sur. En ese tiempo destacaba entre los artistas de Dordrecht la renombrada pintora Emma Lampert (1855–1920) de Rochester, Nueva York. Ahí se conocieron Cooper y ella, poco después contraerían matrimonio en Rochester el 9 de junio de 1897.
En 1898, el nuevo matrimonio Cooper regresó a Europa por unos cuantos años.  Es durante este periodo, cuando Cooper pinta paisajes arquitectónicos,  desarrollando el estilo Impresionista qué  utilizaría para el resto de su carrera artística.

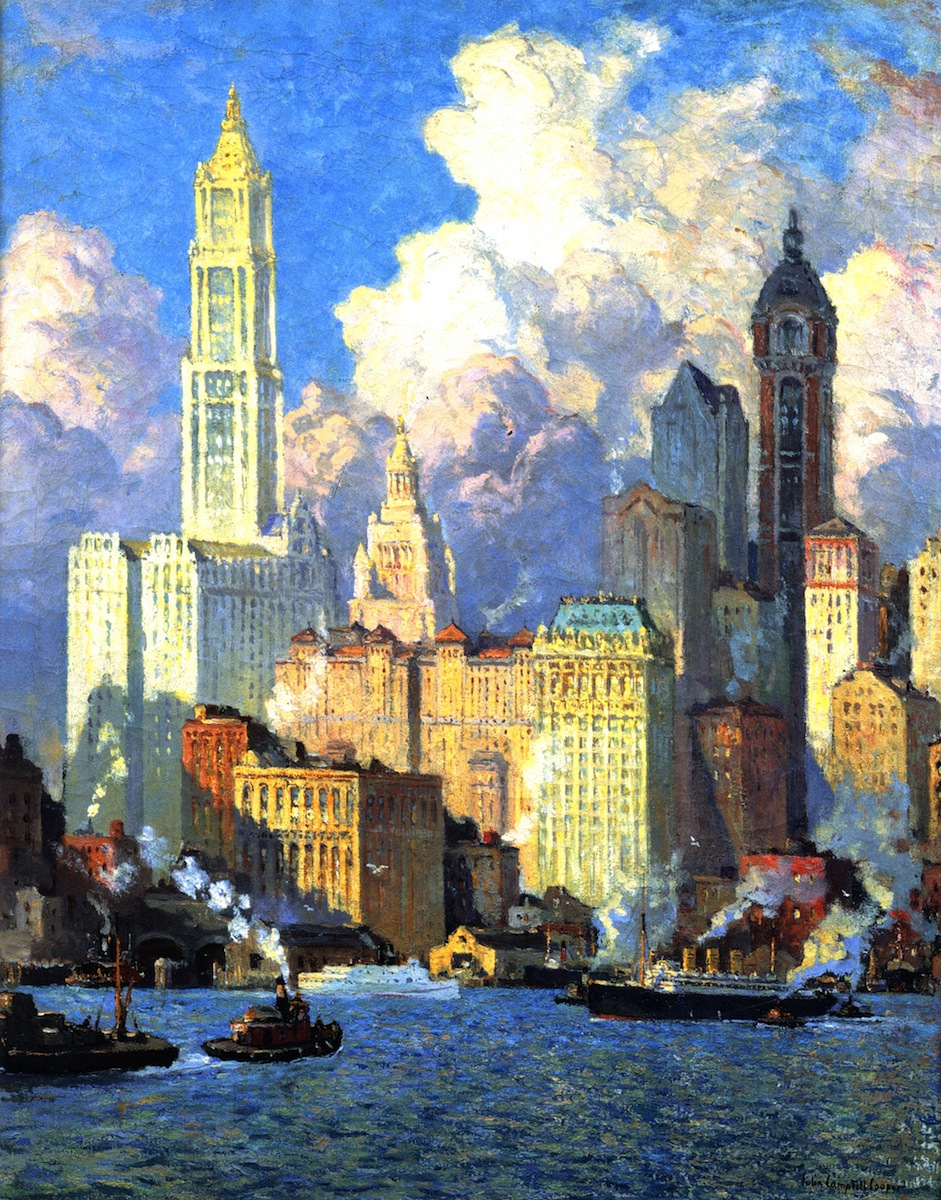
En Hudson River Waterfront, N. Y. C aparecen algunos de los primeros rascacielos de Nueva York, como el Woolworth Building y los desaparcidos Singer Building y City Investing Building.

Cooper y su mujer exhibieron juntos en varias exposiciones dobles, incluyendo una mayo de 1902 en el Club de Arte de Filadelfia y otra en 1915 en la Galería de Arte Conmemorativo en Rochester. En 1904 se mudaron a Nueva York, donde se establecieron hasta 1921.  Aquí  continuó su trabajo pictórico de rascacielos famosos, el cual había empezado aproximadamente dos años antes en Filadelfia. Cooper dijo que estaba "altamente interesado en los rascacielos en Broad Street. Era bastante interesante ver desaparecer la extravagancia de aquellas raras y elevadas estructuras en la gloria del correcto tipo de luz". En algún momento dijo que la pintura que le había traído su primer gran éxito grande fue 902's Broad Street, New York; en 1903, esta pintura fue galardonada con el Premio W. T. Evans del Club de Acuarela de Nueva York.  En otra entrevista declaró que "uno de los puntos que más me llaman la atención sobre esta vista de Broad Street es el dramático contraste entre los edicios viejos y bajos... y los grandes rascacielos. Mis cuadros están hechos de estos contrastes."
En 1911, The New York Times, menciona a Cooper como el artista que mejor había capturado sobre lienzo las modernas y elevadas edificaciones, le declaró como "el artista de rascacielos por excelencia de América". El año siguiente, en un artículo el año, se declaró que era "una de las figuras más interesantes en el arte americano", reiterando que "en su campo en particular no tenía rival". Además de Nueva York, sus pinturas a menudo muestran rascacielos en Filadelfia y Chicago.

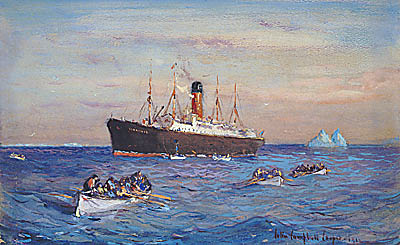
Rescate de los supervivientes del por el Carpathia, 1912

La pintura de Fifth Avenue, New York fue adquirida por el gobierno francés para el Musée du Luxembourg. Tal un honor era bastante raro para un artista estadounidense. Los críticos de su tiempo, e incluso de la actualidad, constantemente compararon los trabajos de Cooper con los de Childe Hassam. A menudo se les ha atribuido ser los dos artistas más icónicos cuyas pinturas comenzaron la tendencia de celebrar las maravillas de la ciudad moderna, especialmente de Nueva York. Cooper podría haber ha evitado intencionalmente ciertos temas para diferenciarse de Hassam. Hassam, a diferencia de Cooper, no se enfocó en los edificios altos en sus paisajes citadinos.
Cooper era tan un artista tan apto para pintar con acuarelas como al óleo. A menudo dibujaba un pequeño estudio en acuarelas antes de pintar al óleo un trabajo más grande sobre el mismo tema. Pero las acuarelas más pequeñas no fueron solamente bocetos para su uso personal sino que terminaban siendo piezas qué  exhibía, en muchas ocasiones con varios años de anticipación a las pinturas más grandes que producía.  Cooper fue elegido para pertenecer a la Academia Nacional de Diseño en 1912 (cuatro años antes había sido elegido como asociado).

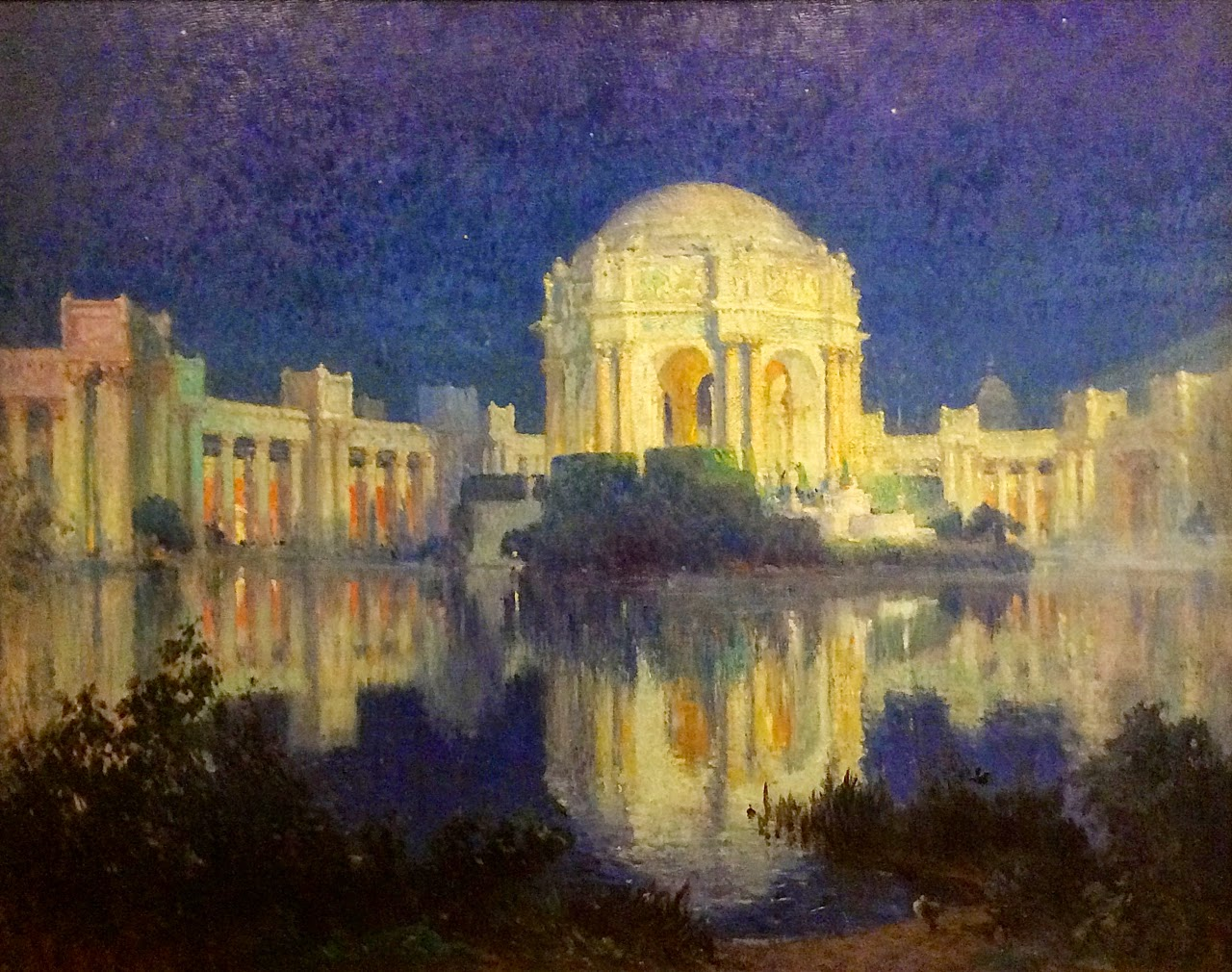
Palacio de Bellas artes, San Francisco, ca. 1915

Él y su mujer estaban a bordo del RMS Carpathia durante su misión para rescatar a los supervivientes del hundimiento del RMS Titanic el 15 de abril de 1912.  Ayudó en los esfuerzos de rescate y durante la operación realizó varias pinturas que documentaron los hechos.  Los Coopers dejaron la cabina de su barco a algunos de los supervivientes para que tuvieran donde dormir.
Cooper exhibió en la exposición internacional San Francisco-Panamá de 1915, ganando la Medalla de Oro para pintura al óleo y la Medalla de Plata para acuarela.  Mientras estuvo ahí,  hizo una serie de pinturas de los edificios de la exposición incluyendo el Palacio de Bellas artes. También participó en la Exposición Panamá–California en San Diego en 1916. Los Coopers pasaron el invierno entre 1915 y 1916 en Los Ángeles. Este tiempo en California fue definitivamente un factor clave en la posterior decisión de Cooper para mudarse allí permanentemente. Su esposa Emma murió de tuberculosis el 30 de julio de 1920.

### Santa Bárbara
Después de la muerte de su esposa, Cooper se mudó a Santa Bárbara, California en enero de 1921. Santa Bárbara sería su hogar por el resto de su vida, pasando dos años en Túnez y en Europa del norte. Se convirtió en decano de pintura en la Escuela Comunitaria de Artes de Santa Bárbara.

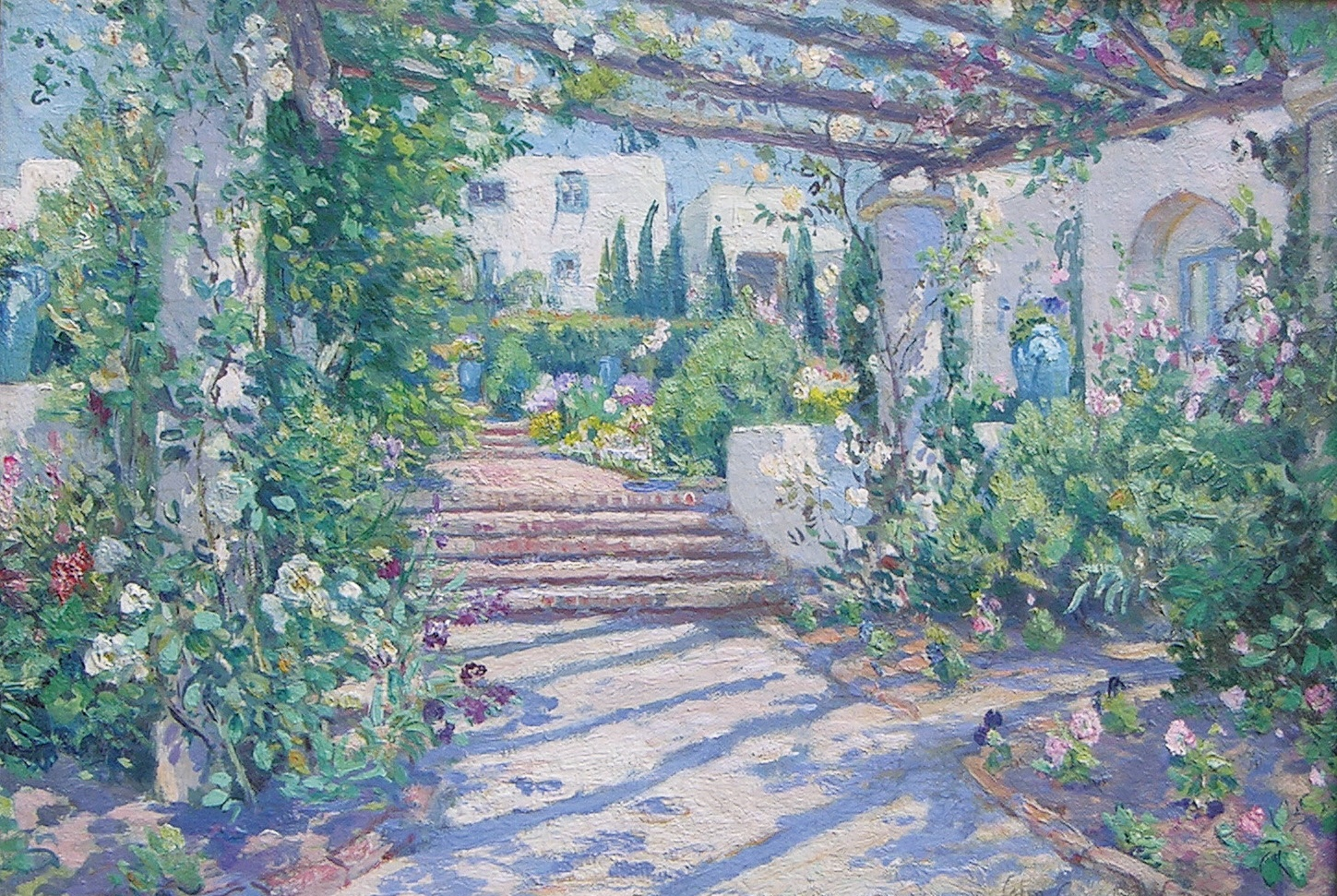
Terraza en Samarkand Hotel, ca. 1923

Cooper dijo de su nuevo entorno: "encuentro Santa Barbara tan propicio para el tipo de cosas que un pintor más ansía –clima, flores, montañas, paisajes marinos, etc. – con un interés de la comunidad en todas las cosas relacionadas a asuntos artísticos. Lo que me compensa, de cierta manera, por el aislamiento de aquel universo artístico de Estados Unidos." Pero no había abandonado del todo aquel "universo artístico de Estados Unidos", ya que siguió teniendo un estudio en Nueva York, durante diez años después de mudarse a California.
Otro aspecto de su creatividad se hizo evidente hacia mediados de la década de 1920, cuando, quizá influido por el gran amor de su padre por la literatura,  comenzó escribir obras de teatro y libros.  Sus obras dramáticas fueron escenificadas durante las décadas de 1920s y 1930 en compañías de teatro de Pasadena, Redlands y Santa Fe. También fue productor en un teatro que fundó en Santa Bárbara, al cual llamó The Strollers. Además de las obras de teatro, escribió también novelas, libros ilustrados y una autobiografía titulada In These Old Days (En Estos Días Viejos).
En abril de 1927,  contrajo matrimonio con su segunda mujer, Marie Henriette Frehsee, en Arizona. Cooper siguió viajando y pintando hasta que se le advirtió no hacerlo más debido a que su vista comenzó a fallar en sus últimos años. Murió en Santa Bérbara el 6 de noviembre de 1937 a la edad de 81 años. En 1938, la Galería Conmemorativa de Arte Faulkner de Santa Bárbara le rindió tributo al legado de Cooper presentando una exposición conmemorativa de su trabajo.

## Exposiciones

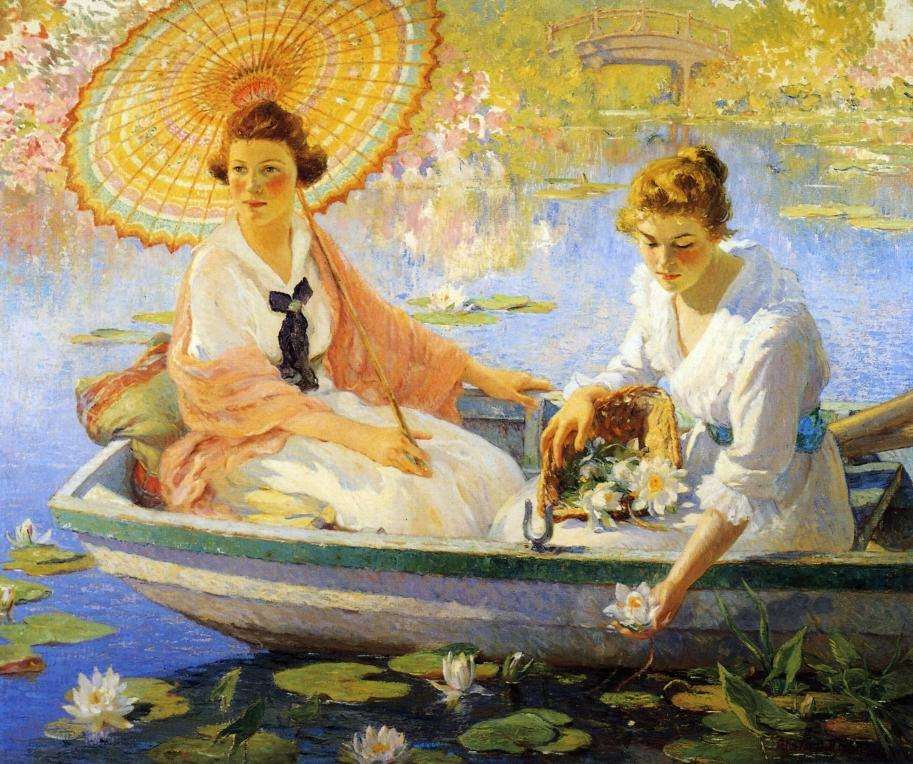
Summer, 1918

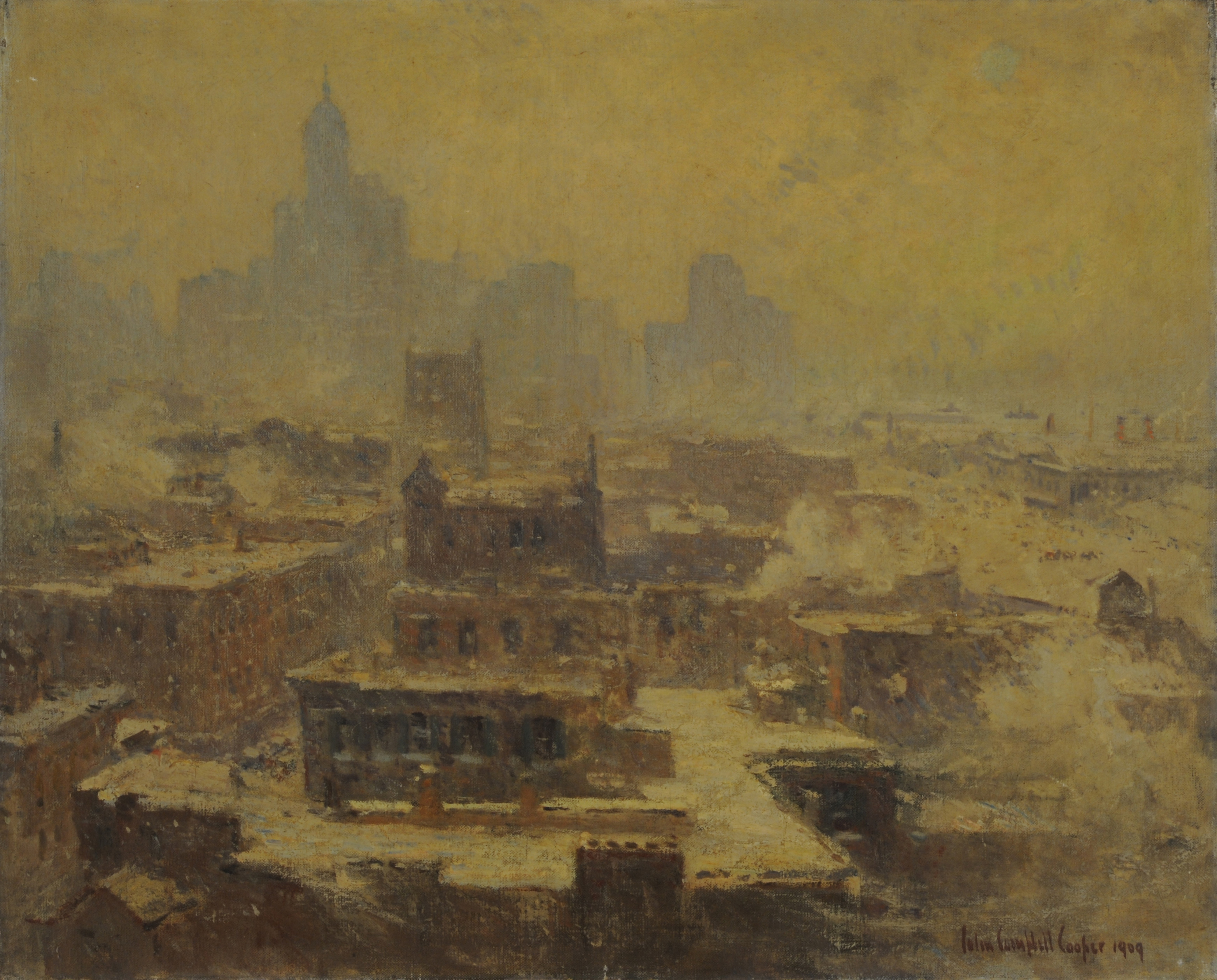
Tormenta de nieve en Nueva York, 1909. Óleo sobre tela. Museo Nacional de Bellas Artes de Buenos Aires, Argentina.

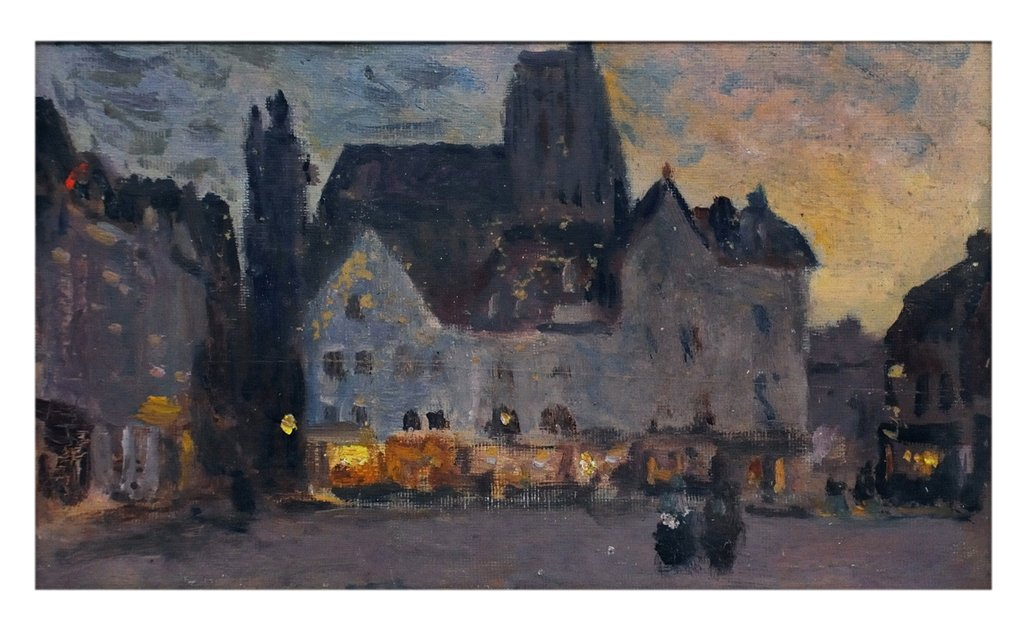
Nocturnal Town Square también conocida como European Plaza. Óleo sobre madera. James Hansen Santa Bárbara, exposición de California, 1981. Colección privada, EE.UU.

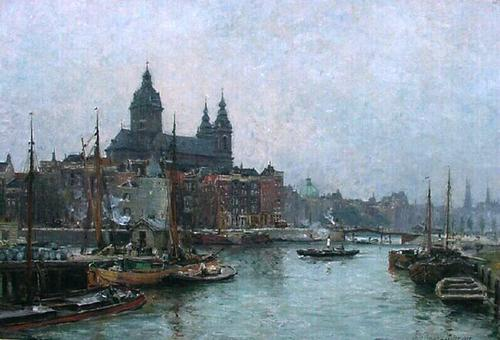
Amsterdam, 1892

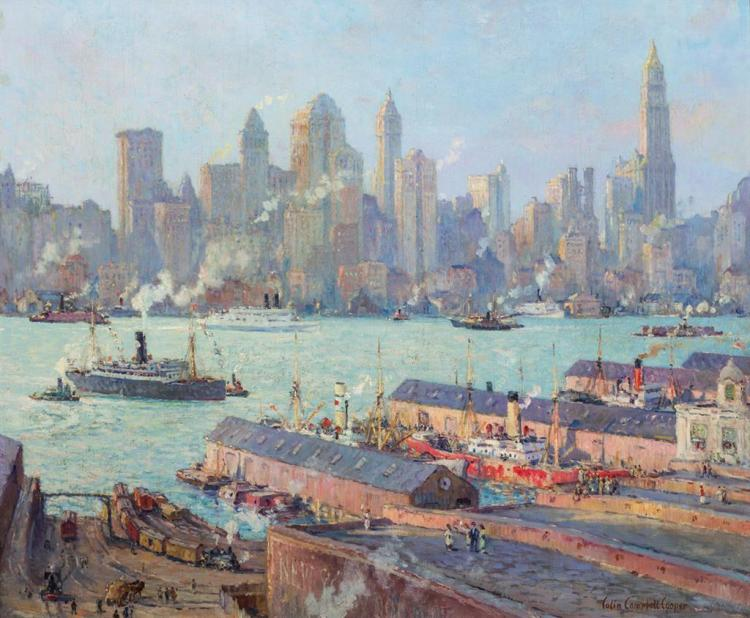
Nueva York desde Brooklyn

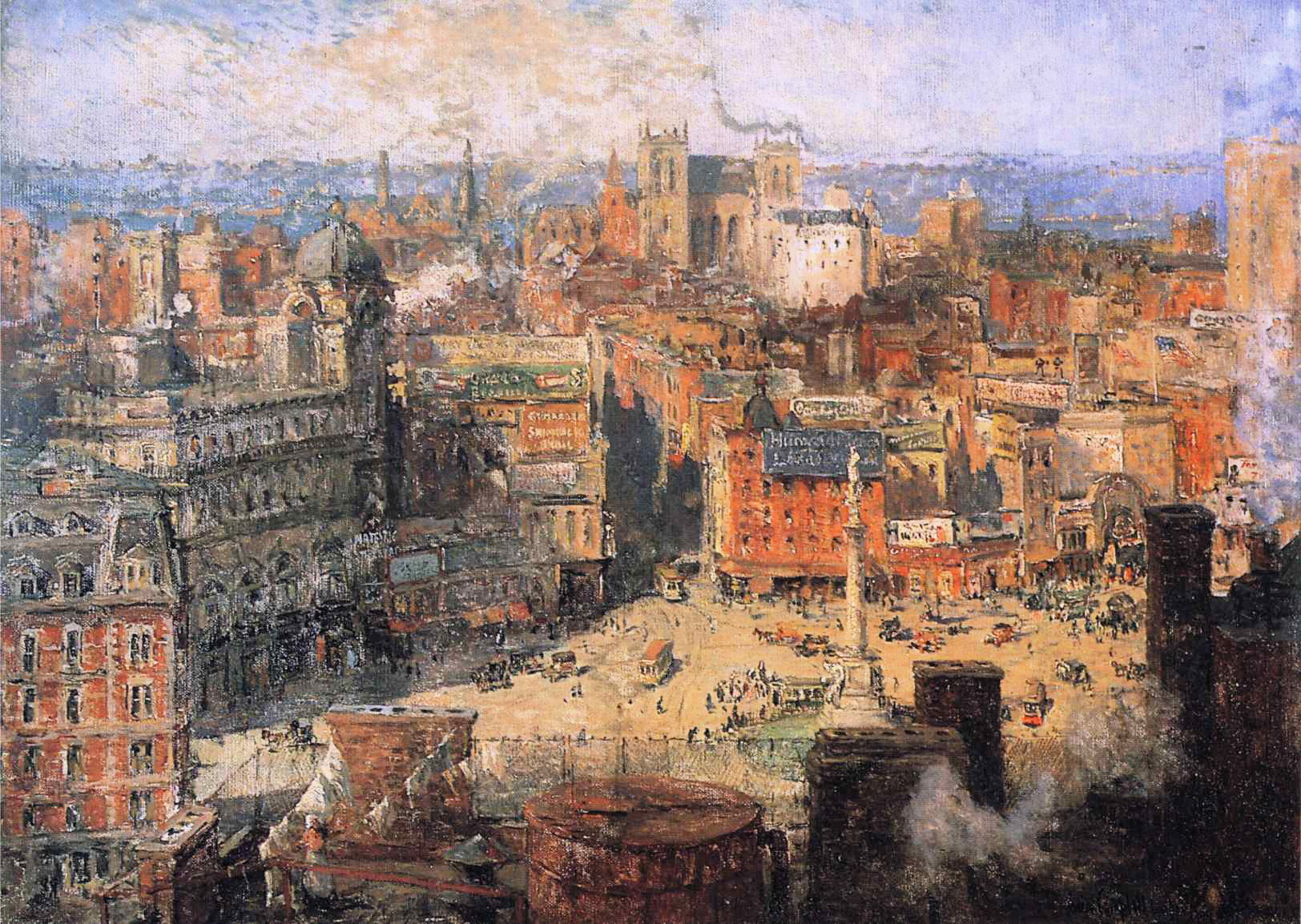
Columbus Circle, 1909

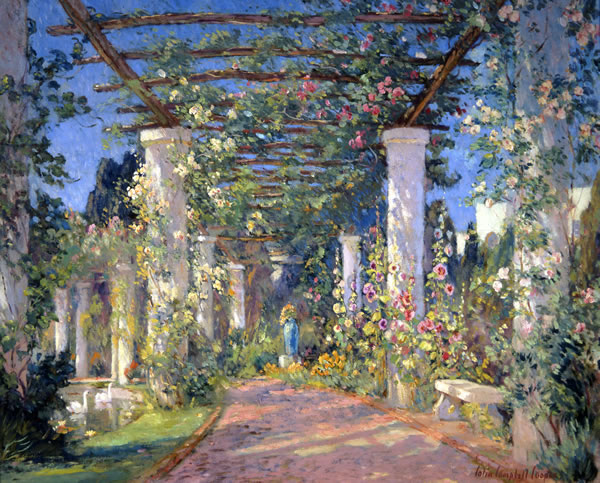
Pérgola en Samarkand, ca. 1921

### Exhibiciones en solitario
- 1924-1925 Fine Arts Gallery, Museo de Arte de San Diego
- 1925 Stendahl Art Galleries (Los Ángeles, California)
- 1927 Ainslie Galleries (Los Ángeles, California)
- 1927 Friday Morning Club (Los Ángeles, California)
- 1934 Faulkner Memorial Art Gallery (Santa Bárbara, California)
- 1938 Memorial Exhibition, Faulkner Memorial Art Gallery (Santa Bárbara, California)
- 1981 An Exhibition of Paintings by Colin Campbell Cooper, James M. Hansen, (Santa Bárbara, California)
- 2003–present Sullivan Goss Gallery (Santa Bárbara, California)
- 2006 East Coast/West Coast and Beyond: Colin Campbell Cooper, American Impressionist, retrospectiva; inició en el Heckscher Museum of Art (Huntington, Nueva York), y viajó al Laguna Art Museum (Laguna Beach, California) en 2007.[32]
- 2010 Santa Barbara Historical Museum (Santa Barbara, CA)[33]

### Selected group exhibitions
- 1895, 1897, 1899, 1901–16, 1919, 1920 Art Institute of Chicago[24]
- 1901-03, 1907, 1908, 1912 Carnegie Institute Museum of Art (Pittsburgh)
- 1902 Galleries of the ART Club (Nueva York)
- 1903 Klackner Galleries (Nueva York)
- 1907, 1909, 1911, 1913, 1915, 1917, 1920 Corcoran Gallery of Art (Washington D. C.)
- 1907-10, 1912, 1913, 1915, 1919, 1922 City Art Museum of St. Louis
- 1912 The Macdowell Club of New York
- 1915 Arlington Art Galleries (Nueva York)
- 1915 Macbeth Gallery (Nueva York)
- 1916 O'Brien Gallery (Chicago)
- 1916 Cleveland Museum of Art
- 1924 Casa de la Guerra (Santa Bárbara)
- 1927 Biltmore Galleries (Santa Barbara)
- 1929 Jules Kievits Fine Art (Pasadena)
- 1930 Art Club of Philadelphia
- 1930, 1931 New York Society of Painters
- 1930, 1931, 1941 County National Bank and Trust (Santa Barbara)
- 1932 National Arts Club (Nueva York)
- 1933 Ebell Salon of Art (Los Ángeles)
- 1939, 1941, 1944, 1951 Santa Barbara Museum of Art

## Colecciones
La obra de Cooper se encuentra en muchas famosas colecciones, incluyendo:
- Allentown Art Museum (Allentown, Pensilvania)
- Berman Museum of Art, Ursinus College (Collegeville, Pensilvania)
- Brooklyn Museum of Art
- Cincinnati Museum of Art
- Crocker Art Museum (Sacramento, California)
- Dallas Museum of Art
- Fleischer Museum (Scottsdale, Arizona)
- Irvine Museum (Irvine, California)
- Jersey City Museum (Jersey City, Nueva Jersey)
- Lowe Art Museum, (Coral Gables, Florida)
- Memorial Art Gallery (Rochester, Nueva York)
- Metropolitan Museum of Art (New York City)
- Montclair Art Museum (Montclair, Nueva Jersey)
- Musée du Luxembourg (París, Francia)
- Musée National de la Cooperation Franco-Americaine (Blerancourt, Francia)
- Museum of the National Academy of Design (Ciudad de Nueva York)
- National Arts Club (New York, Nueva York)
- National Museum of American History, Smithsonian Institution (Washington D. C.)
- National Museum of Wildlife Art (Jackson Hole, Wyoming)
- New Britain Museum of American Art (New Britain, Connecticut)
- New York Historical Society
- Norton Museum of Art (West Palm Beach, Florida)
- Oakland Museum of California (Oakland, California)
- Palais de Tokyo (Ancien National D'art Moderne) (París, Francia)
- Payne Gallery, Moravian College (Bethlehem, Pensilvania)
- Pennsylvania Academy of the Fine Arts
- Philadelphia Museum of Art
- Reading Public Museum (Reading, Pensilvania)
- Saint Louis Museum of Fine Arts
- San Antonio Art League Museum
- San Diego Museum of Art
- Santa Barbara Museum of Art
- Sewell C. Biggs Museum of American Art (Dover, Delaware)
- University of Michigan Museum of Art (Ann Arbor, Míchigan)
- Westmoreland Museum of American Art (Greensburg, Pensilvania)
- La casa blanca (Washington D. C.)

## Galería

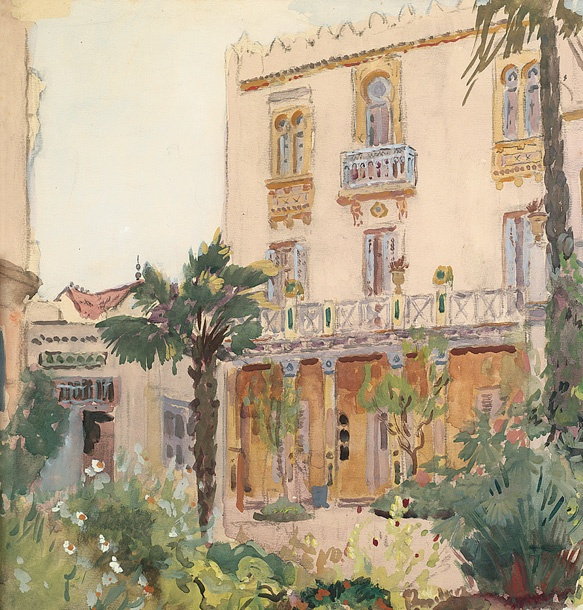
Spanish Garden, ca. 1890s–1910s
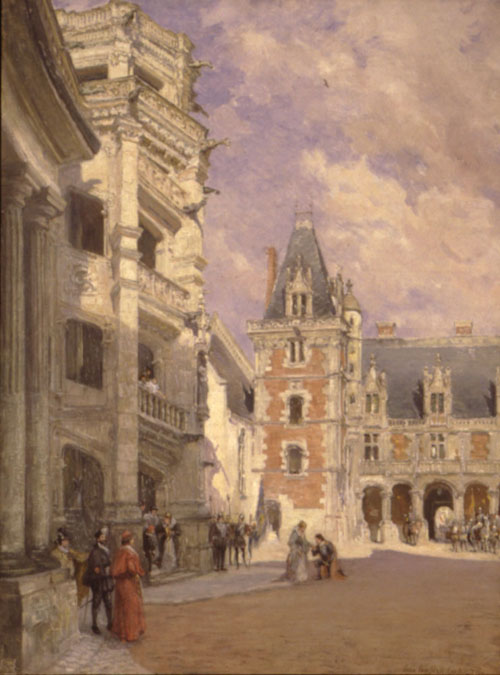
Stairway of Francis I at Blois, 1900
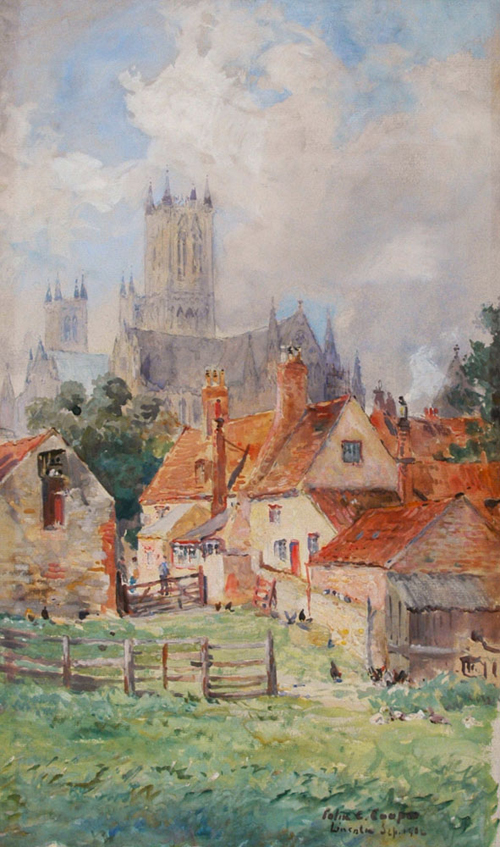
Adam and Eve Inn, Lincoln, England, 1902
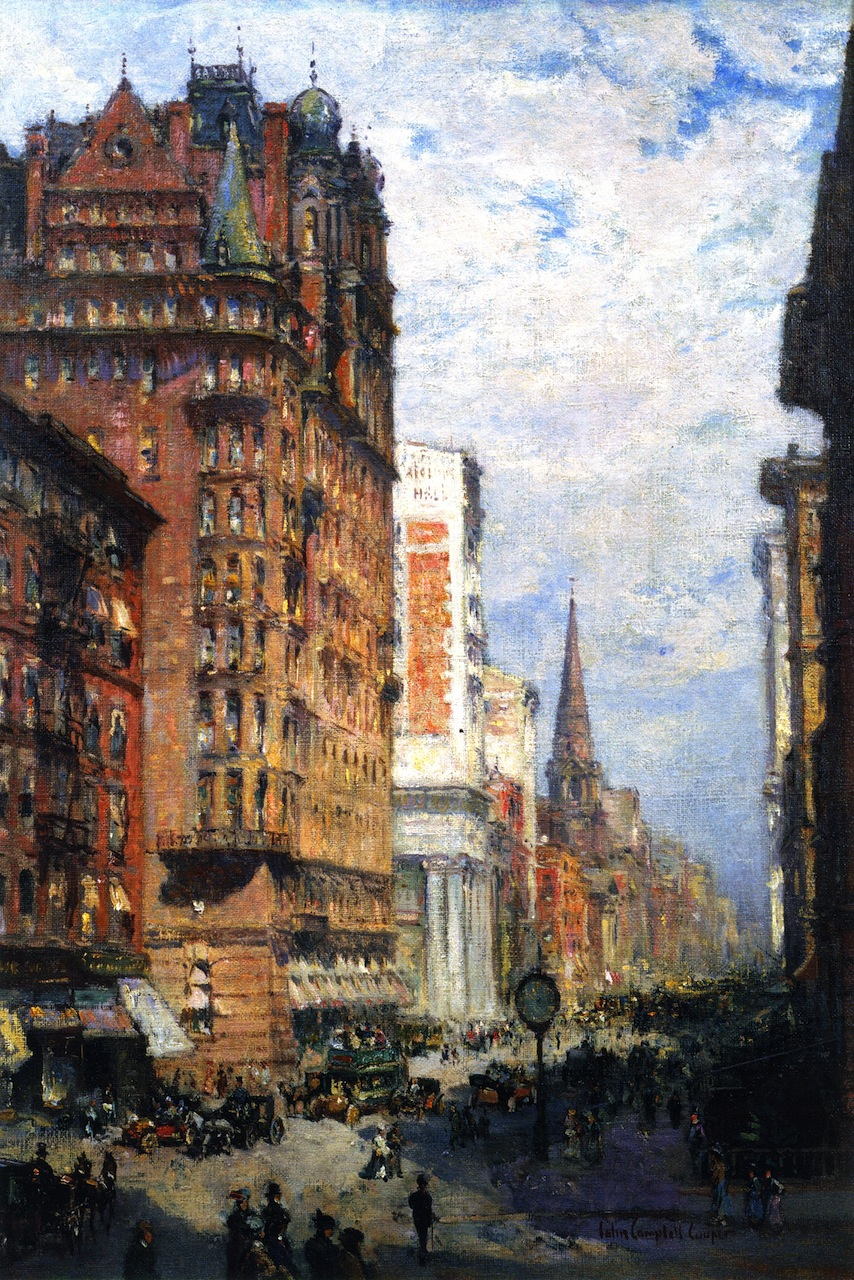
Fifth Avenue, New York City, 1906
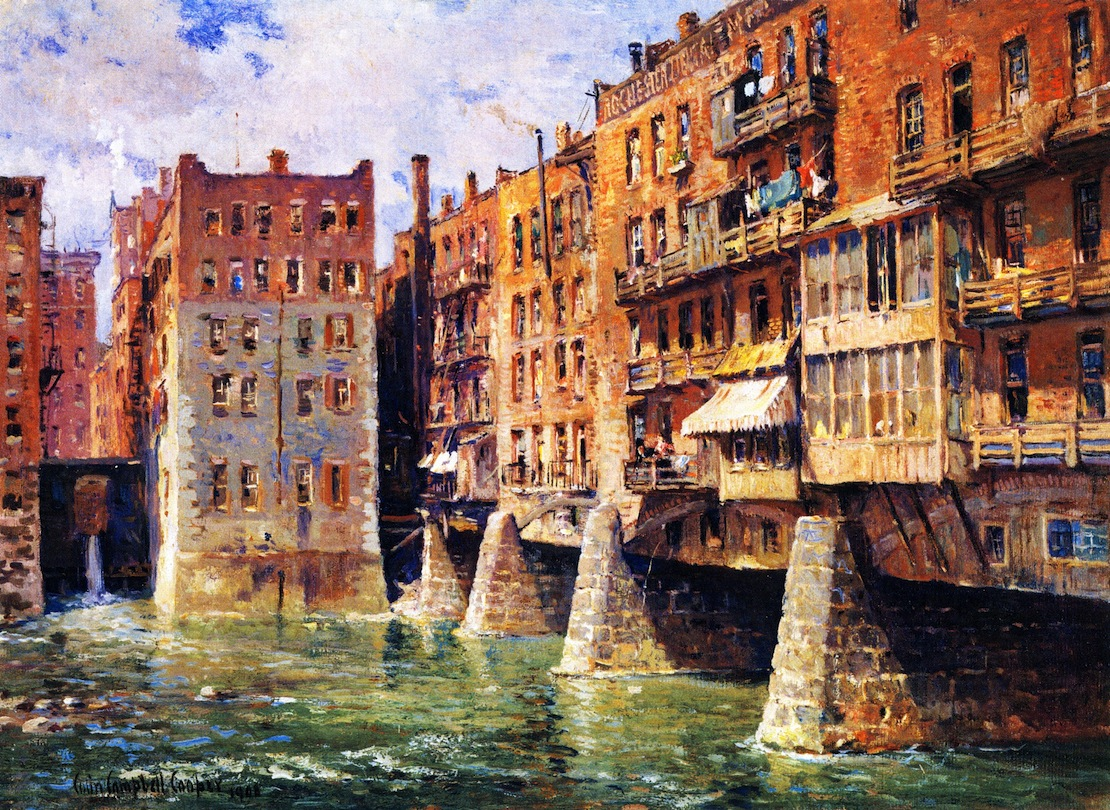
Main Street Bridge, Rochester, 1908
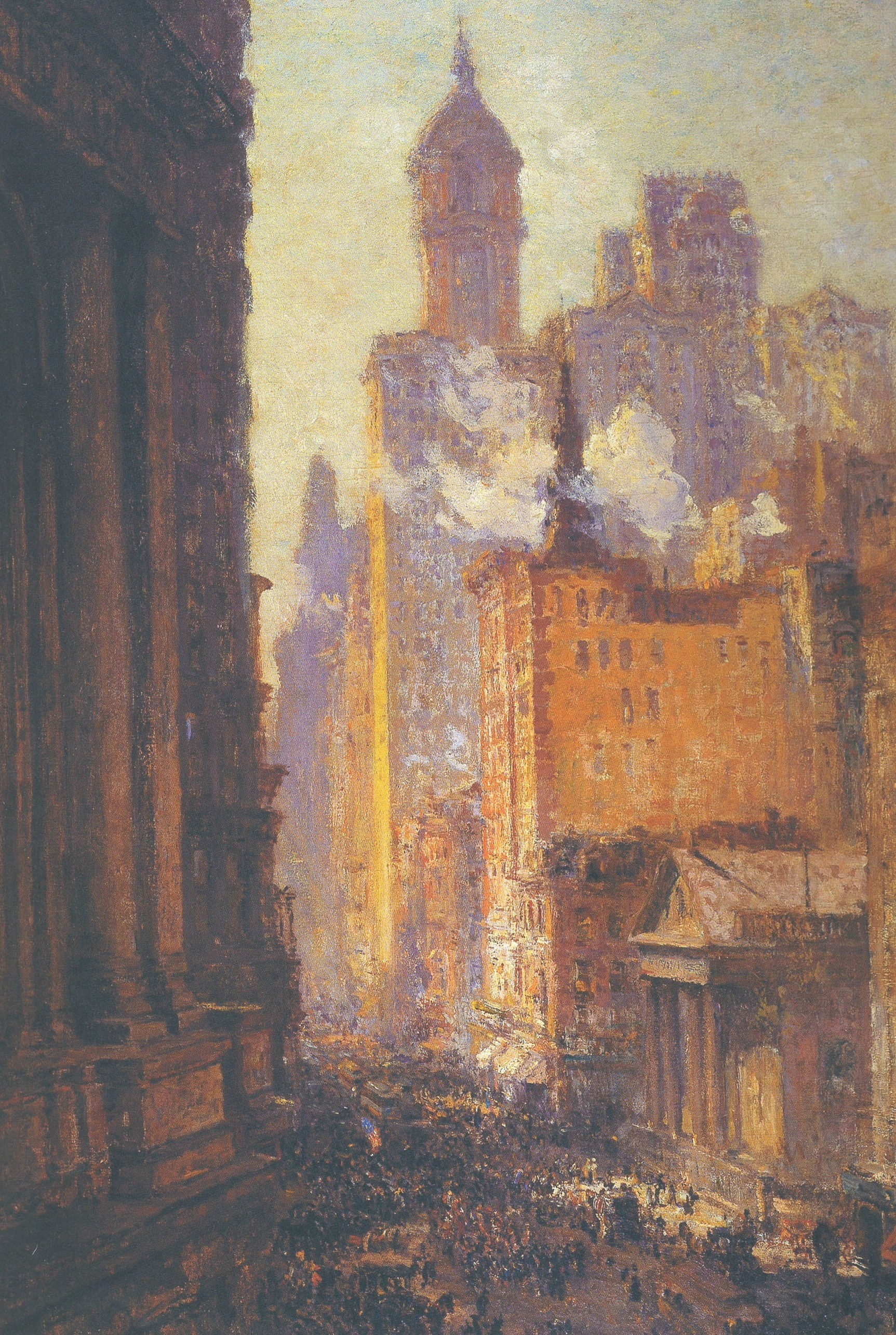
Broadway from the Post Office (Wall Street), ca. 1909
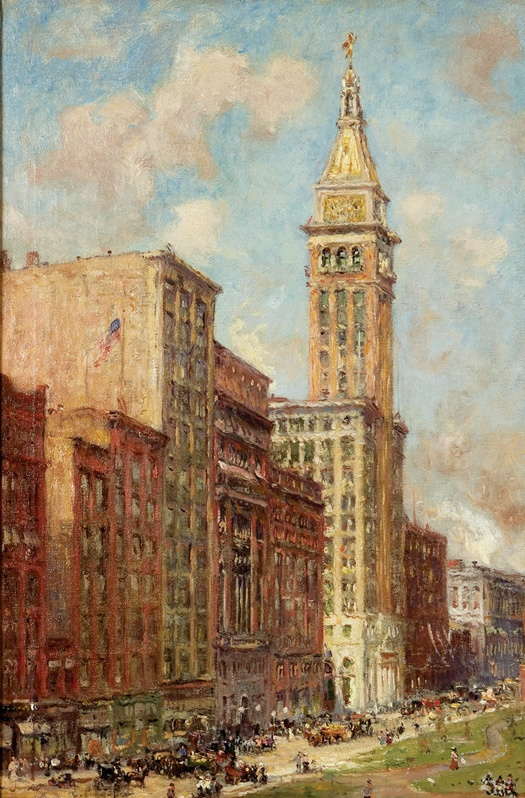
Metropolitan Life Tower, 1910
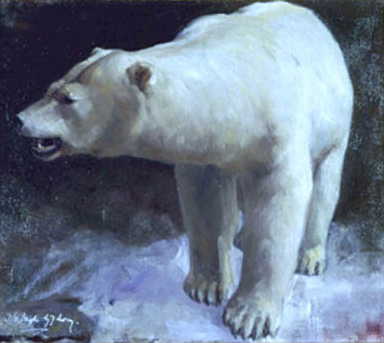
Polar Bear, 1912
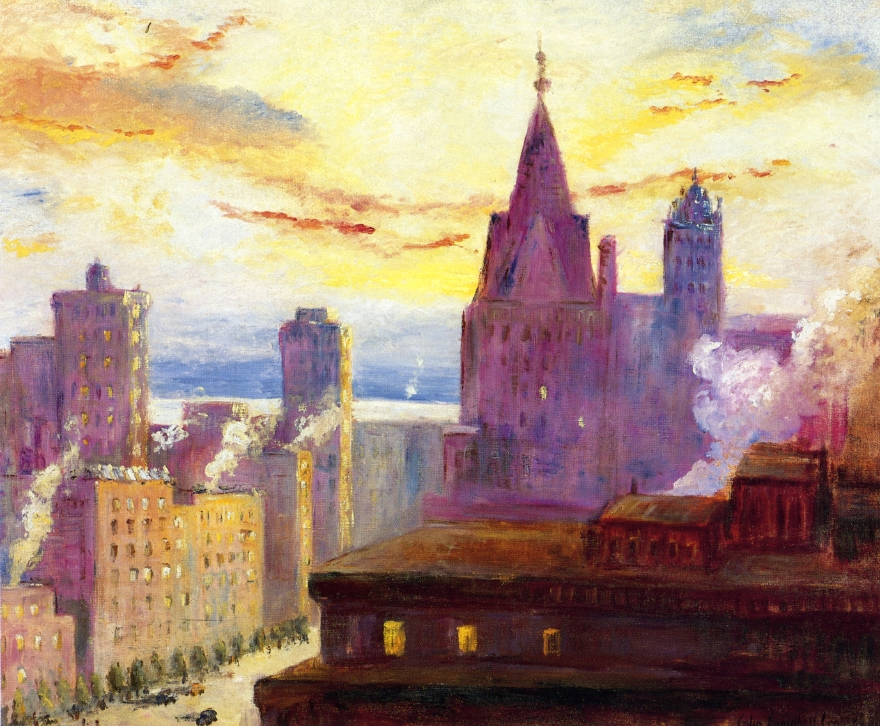
Rooftops at Sunset, 1912
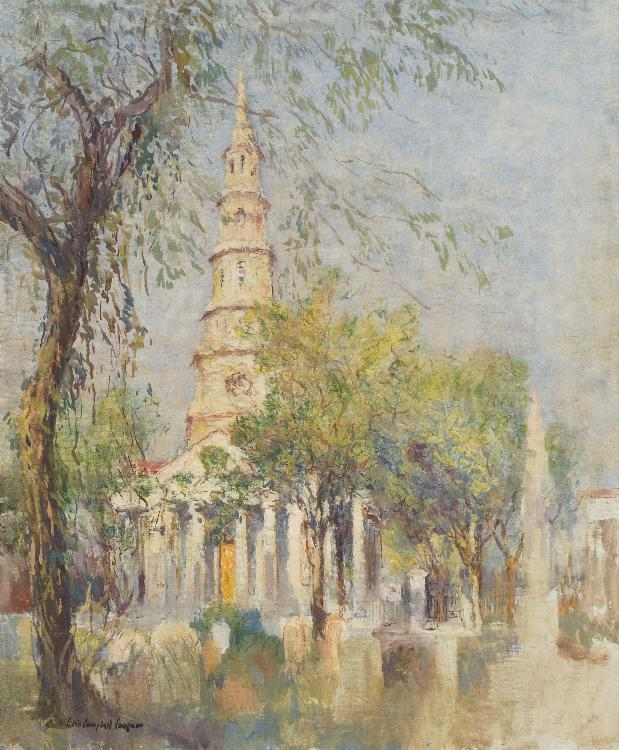
St. Philips Church, Charleston, ca. 1913
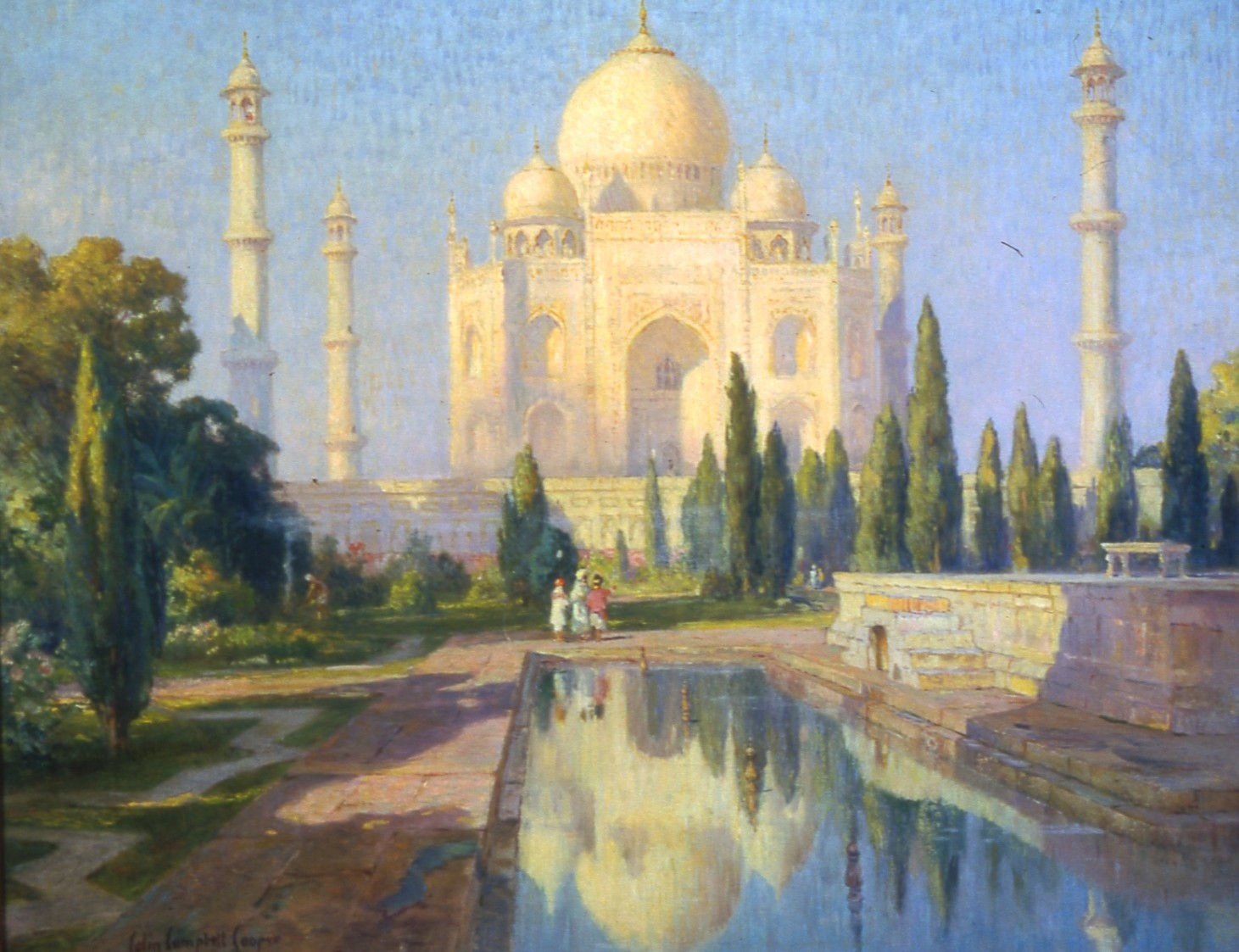
Taj Mahal, Afternoon, 1913
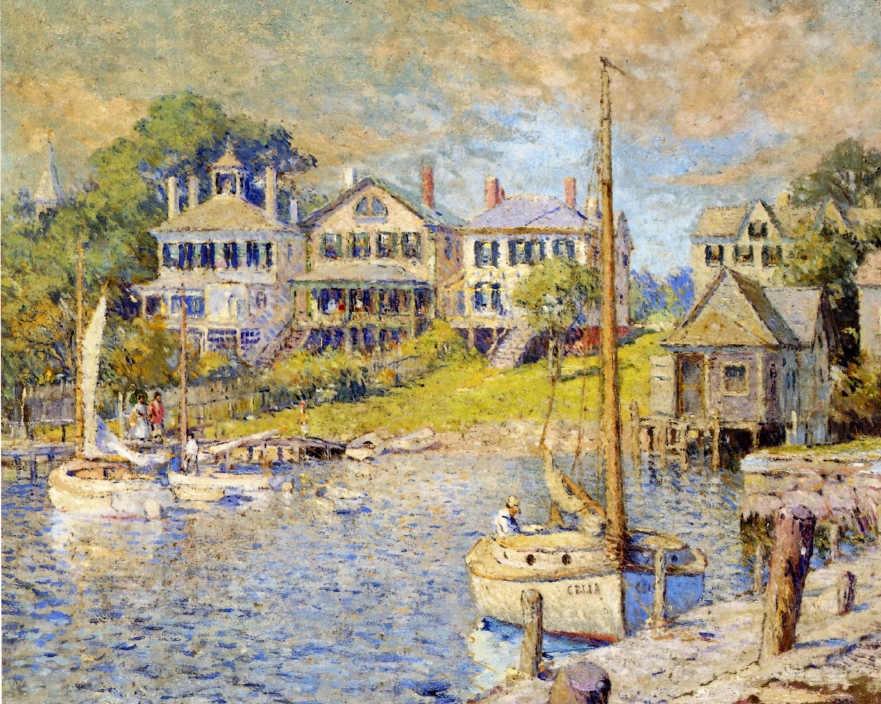
At Edgartown, Martha's Vineyard, 1915
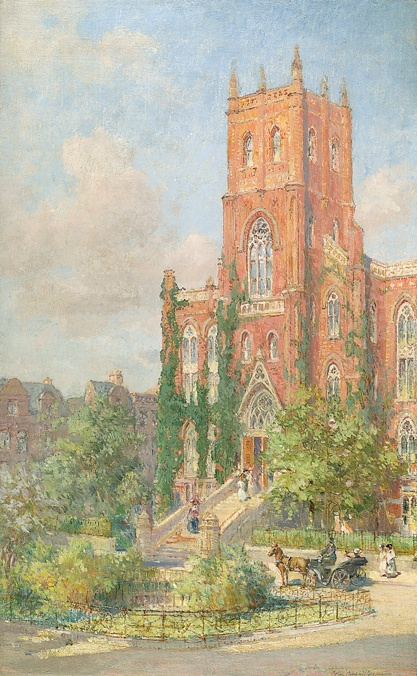
Hunter College, New York City, ca. 1915
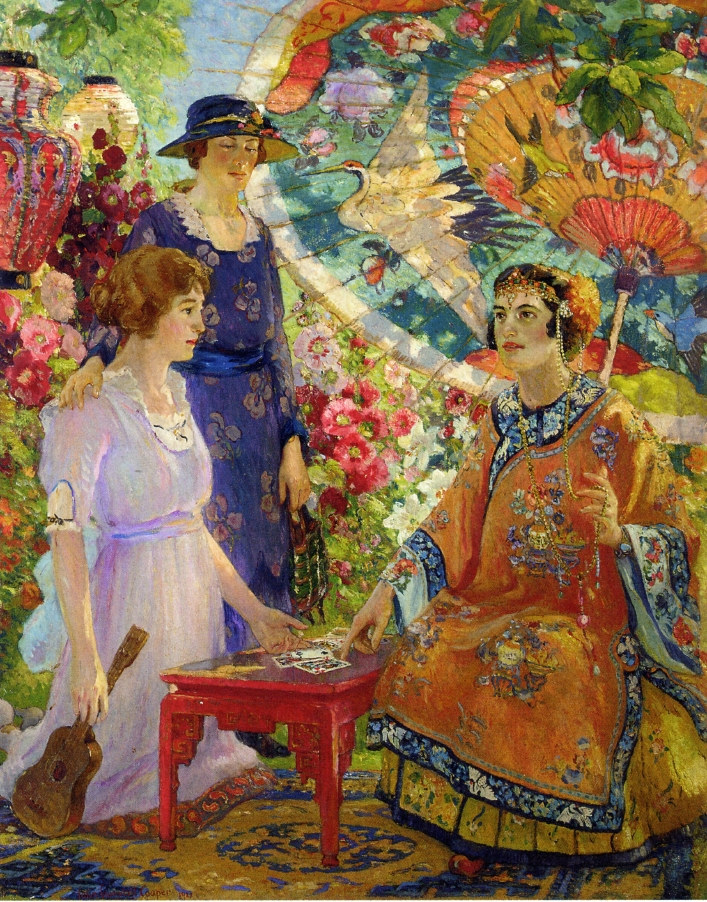
Fortune Teller, 1921
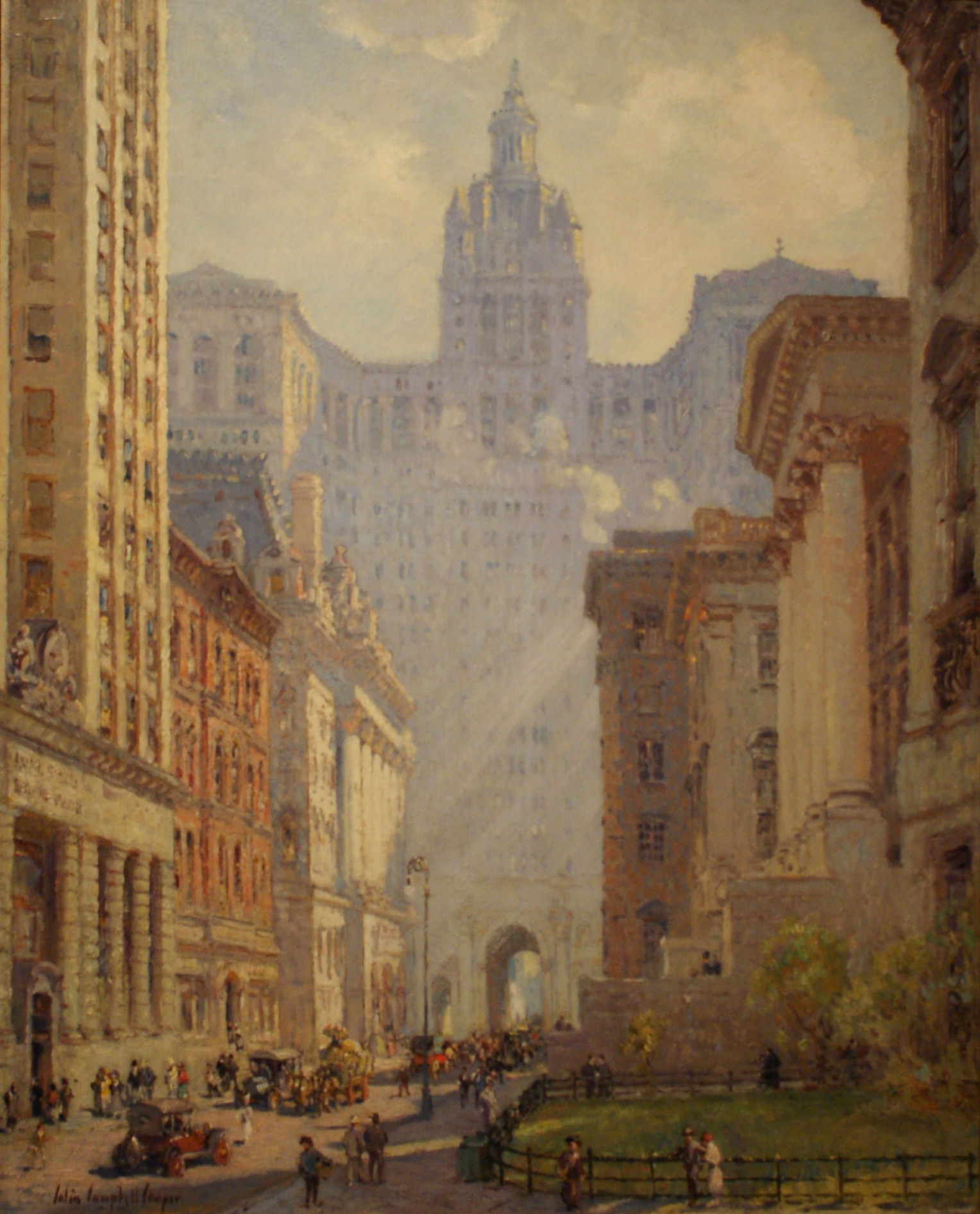
Chambers Street and the Municipal Building, N.Y.C., 1922
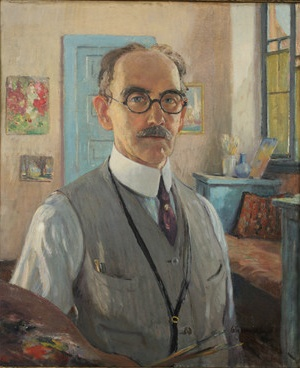
Self-Portrait, ca. 1922